# Christian Limberg
Christian Limberg (* 12. Mai 1965 in Essen)  ist ein deutscher Chemiker.
Limberg studierte  Chemie an der Ruhr-Universität Bochum mit dem Diplom 1990 und der Promotion bei Alois Haas 1992. Als Post-Doktorand war er bei A. J. Downs an der Universität Oxford und promovierte dort nochmals (D. Phil.) 1995. Danach war er an der Ruprecht-Karls-Universität Heidelberg, an der er sich 1999 habilitierte. 1995/96 hatte er ein Liebig-Stipendium und 1999 bis 2001 war er Heisenberg-Stipendiat. 2001/02 war er kommissarischer Leiter des Lehrstuhls für Anorganische Chemie (Vertretung Wolfgang A. Herrmann) an der TU München und 2003 wurde er Professor an der Humboldt-Universität zu Berlin. 2006 bis 2008 war er dort Dekan der Mathematisch-Naturwissenschaftlichen Fakultät I.
Er befasst sich mit Aktivierung kleiner Moleküle (wie O2, N2, H2, CO2, CO, CH4) mit Metallkomplexen, Oxo-Metall-Komplexen und Oxidationsreaktionen, wobei er teilweise Vorbildern in der Biologie folgt.
2002 erhielt er den Carl-Duisberg-Gedächtnispreis und 2001 den Chemie-Preis der Akademie der Wissenschaften zu Göttingen (für seine Arbeit Oxo-Transfer-Reaktionen an Chrom- und Molybdän-Verbindungen). Für 2018 erhielt er den Alfred-Stock-Gedächtnispreis für seine Arbeiten zu Sauerstoffkomplexen und Oxidationsreaktionen.
Er ist seit 2009 einer der Herausgeber der Zeitschrift für Anorganische und Allgemeine Chemie. 2023 wurde es als korrespondierendes Mitglied in die Niedersächsische Akademie der Wissenschaften zu Göttingen aufgenommen.